# Stuart Chatwood
Pour les articles homonymes, voir Chatwood.
Stuart Chatwood est un musicien canadien né le 22 octobre 1969 à Fleetwood (Lancashire), Angleterre).
Il est principalement connu pour avoir été le bassiste et le claviériste du groupe de rock The Tea Party, dont le style musical fusionne des musiques occidentales et orientale, nommé le Moroccan roll.
En 2001, Chatwood a reçu le prix Juno de la meilleure conception d'album.
Il est également compositeur de jeu vidéo pour Ubisoft sur la série Prince of Persia.